# Alexandre Brussilovsky
 (juin 2025).
Alexandre Brussilovsky, né en URSS en 1953, est un violoniste et chef d'orchestre français.

## Biographie
Alexandre Brussilovsky fait toutes ses études musicales au Conservatoire Tchaikovski de Moscou avec les maîtres Yuri Yankelevitch, Maya Glezarova (en), Felix Andrievsky et Leonid Kogan. Il obtient de grands prix internationaux tels que le Concours International de Prague en 1969 puis le Grand Prix et le Prix spécial Albert Roussel du Concours international Marguerite Long-Jacques Thibaud à Paris en 1975. Interdit de concerts à l’étranger pour des raisons politiques pendant de nombreuses années, il quitte l’URSS et s’installe en France en 1985 où il partage ses activités entre concerts et enseignement tout en créant son propre ensemble, l’Ensemble Ricercata de Paris. 
Alexandre Brussilovsky joue dans les salles les plus prestigieuses (Carnegie Hall à New York, salle Pleyel et Théâtre des Champs-Élysées à Paris, Grande Salle du conservatoire Tchaïkovsky à Moscou, South Bank Center à Londres, notamment) avec de grands artistes tels que Lord Yehudi Menuhin, Emmanuel Krivine, Mischa Maisky, Maurice André, Jean-Jacques Kantorow, Alexander Kniazev, Paul Meyer, Marielle Nordmann, Pierre-Laurent Aimard, Igor Lazko, Kei Saotomé, Alexander Satz, Patrick Gallois, Zhu Xiao-Mei, Paul Neubauer, François Salque, Pierre-Laurent Aimard, Roustem Saïtkoulov, Vladimir Feltsman (en), Gary Hoffman, Kun-Woo Paik, Neeme Jarvi, Françoise Pollet, Natalia Gutman, Ingmar Lazar, Boris Berezovsky, le quatuor Lindsay et le Fine Arts Quartet. 
Outre sa carrière de soliste international, il est invité par la Yehudi Menuhin School (Angleterre), l’École de Musique de Bloomington (Indiana University) et la Longy School of Music de Boston pour donner des master-classes. Il participe également à de nombreux festivals et académies d’été, parmi lesquelles Genève, Nice, Les Arcs, Prades et New York, l’Université de Montréal, le festival de la Chaise Dieu. Alexandre Brussilovsky est par ailleurs directeur Artistique du Festival de Musique Française Pont Alexandre III en France, en Allemagne, à Moscou et à Lviv , ainsi que du festival "Mille et une Note" à Paris. Il est également directeur artistique du label discographique Suoni e Colori. Alexandre Brussilovsky est par ailleurs fondateur du Concours international de violon Yuri Yankelevitch à Omsk en Russie, qu'il préside depuis 2009. Actuellement Alexandre Brussilovsky est professeur à l'École normale de musique de Paris.